# RV Bank Rhein-Haardt
Die RV Bank Rhein-Haardt eG war eine deutsche Genossenschaftsbank mit Sitz in der rheinland-pfälzischen Ortsgemeinde Lambsheim. 2019 fusionierte sie mit der Volksbank Kur- und Rheinpfalz zur Vereinigten VR Bank Kur- und Rheinpfalz. 

## Profil
Die RV Bank Rhein-Haardt eG verfügte im Jahre 2018 über eine Bilanzsumme von rund 1,3 Mrd. Euro und beschäftigte fast 300 Mitarbeiter (davon etwa 50 in der Warenabteilung). Außerdem wurden im Durchschnitt 10 Auszubildende im Berufsbild Bankkaufmann/-frau ausgebildet.
Die Bank unterhielt 16 Geschäftsstellen, weitere vier Selbstbedienungs-Center sowie die landwirtschaftliche Warenabteilung RVB-AGRARSERVICE. Das Geschäftsgebiet umfasste die Stadt Frankenthal, im Rhein-Pfalz-Kreis die Verbandsgemeinden Lambsheim-Heßheim und Maxdorf sowie die verbandsfreie Gemeinde Bobenheim-Roxheim, im Landkreis Bad Dürkheim die Stadt Grünstadt sowie die Verbandsgemeinden Leiningerland und Freinsheim, im Donnersbergkreis die Verbandsgemeinde Eisenberg.

## Geschichte
Die Bank wurde am 26. November 1903 unter dem Namen Spar- und Darlehenskasse eGmuH in Lambsheim gegründet. In den Jahren 1986 bis 2001 schlossen sich die Raiffeisenbanken Lambsheim, Heßheim, Bobenheim-Roxheim, Weisenheim am Sand und Maxdorf zur damaligen RV Bank Frankenthal eG zusammen. Die RV Bank Rhein-Haardt eG entstand im Jahre 2003 aus der Fusion der RV Bank Frankenthal eG mit der Volksbank Grünstadt eG. 2019 fusionierte sie mit der Volksbank Kur- und Rheinpfalz zur Vereinigten VR Bank Kur- und Rheinpfalz. 

## Warenabteilung RVB-Agrarservice
Die Bank unterhielt in Beindersheim eine landwirtschaftliche Warenabteilung mit einem Umsatz von rund 59 Mio. Euro und ca. 50 Beschäftigten. Hier wurden Erzeugnisse aus dem vorderpfälzischen Raum (hauptsächlich Kartoffeln und Zwiebeln) aufbereitet, verpackt und deutschlandweit sowie in zahlreiche europäische Länder vertrieben. Jährlich wurden etwa 130.000 Tonnen Agrarprodukte verarbeitet. 
Auf den Dächern der Warenabteilung befand sich eine der damals größten Photovoltaikanlagen der Region mit einer Leistung von 218 Kilowatt/Peak.
Mit der Fusion 2019 gehörte auch der Agrarservice zunächst der Vereinigten VR Bank Kur- und Rheinpfalz. Im Herbst 2020 angelaufene Verhandlungen führten mit Wirkung zum 15. Oktober 2021 zur Übernahme einer Mehrheitsbeteiligung am Betrieb durch die mittelständische Helma Kartoffelvertriebsgesellschaft aus den niedersächsischen Sittensen, die Bank wurde Minderheitsgesellschafter.